# Эппл, Зак
Зак Эппл (англ. Zach Apple; род. 23 апреля 1997, Трентон, Огайо) — американский пловец, чемпион и рекордсмен мира, специализирующийся в плавании вольном стилем на спринтерских дистанциях. Двукратный олимпийский чемпион игр 2020 в Токио. В настоящее время он представляет клуб спортивного плавания DC Trident в Международной лиге плавания.
Зак — участник в чемпионата мира по водным видам спорта 2019 года, проходившем в Кванджу, Южная Корея, где завоевал три медали — две золотые и одну бронзовую. В составе команды в смешанной эстафете 4 × 100 метров вольным стилем установил в мировой рекорд со временем 3 минуты 19,40 секунды.

## Ранние годы
Зак Эппл родился 23 апреля 1997 года в Трентоне, штат Огайов семье Дуга и Эллисон Эппл. Учился в средней школе Эджвуда и плавал за клубную команду GMVY Wahoos. В 2015 году стал национальным чемпионом YMCA Long Course на дистанции 50 метров вольным стилем и занял второе место на дистанции 200 метров вольным стилем. С 2015 по 2018 год Эппл плавал в колледже Обернского университета, а затем перевелся в Университет Индианы, где закончил свою студенческую спортивную карьеру в 2019 году.

## Карьера
Чемпионат мира 2017
На чемпионате мира в Индианаполисе Эппл финишировал первым в предварительном заплыве на дистанции 100 метров вольным стилем и занял четвёртое место в финале, что дало ему право представлять США на чемпионате в эстафете 4×100 метров вольным стилем. Проплыв в предварительных заплывах свои этапы Зак впервые стал чемпионом мира, после того, как команда США заняла первое место в финале.
Пантихоокеанский чемпионат 2018
На национальном чемпионате по плаванию 2018 года Эппл финишировал четвёртым в заплыве на 100 метров и пятым на 50 метров вольным стилем, выполнив квалификационные нормативы для участия в Пантихоокеанском чемпионате 2018 года. В итоге на Пантихоокеанском чемпионате 2018 года он занял второе место в финале В на дистанции 200 метров вольным стилем и пятое место в финале А на дистанции 100 метров вольным стилем. В составе эстафетной команды 4х200 метров вольным стилем завоевал золото.
Всемирная Универсиада 2019 
Универсиада 2019 принесла Заку пять золотых медалей: в плавании на 100 и 200 метров вольным стилем, в эстафетах на 4х100 и 4х200 метров вольным стилем и в комбинированной эстафете 4х100 метров. Он также финишировал шестым в финальном заплыве на дистанции 50 метров вольным стилем.
Чемпионат мира 2019
На чемпионате мира в корейском Кванджу Эппл выиграл золото в финале эстафет 4х100 метров вольным стилем и в смешанной эстафете 4х100 метров вольным стилем, бронзу в эстафете 4х200 метров вольным стилем. Благодаря участию в предварительных заплывах смешанной комбинированной эстафеты 4х100 метров Зак добавил и серебро XVIII Чемпионата мира в свою копилку медалей.